# Бейн, Фрэнсис Уильям
Френсис Вильям Бэйн (англ. Francis William Bain; 29 апрель 1863 — 24 Февраль 1940) — английский писатель, известный своими романами, в основе которых лежат индуистские легенды. Бэйн утверждал, что его произведения переведены с санскрита и не являются собственным вымыслом.

## Биография
Родился в семье Джозефа Бэйна. Начальное образование получил в Вестминстерской школе, учился в Церкви Христа, в Оксфорде (Christ Church, Oxford), где проявил тяготение к классическим наукам, в 1889 году был избран членом Колледжа Всех Святых. В юности увлекался футболом и играл против команды Кембриджа (1883—1886). 1892 году поступил в Индийскую образовательную Службу (Indian Educational Service), намереваясь стать профессором истории в индийском городе Пуна (Deccan College). Работал в нём до своей отставки в 1919 году.

## Творчество
Одна из самых выдающихся работ Цифра Луны (англ. The Digit of the Moon), переведенная с санскрита по манускрипту, якобы подаренному ему перед смертью одним бедным брамином, за которым Бэйн ухаживал во время эпидемии чумы в городе Пуна. В англоязычной литературной среде версия перевода этого произведения с санскрита вызывает споры.
Сюжет романа Цифра Луны — это история индийского царя Сурьяканты, влюбившегося в прекрасную и мудрую принцессу Анангарагу, обещавшую выйти только за того, кто сумеет загадать ей загадку, на которую она не сможет дать правильного ответа.
Книга содержит многочисленные сноски, отсылающие к каламбурам на санскрите и игре слов, которые, как считал автор, невозможно передать средствами английского языка.
«Цифра Луны» относится к серии произведений, среди которых: Пчелиный сироп (Syrup of the Bees), Мыльные пузыри (Bubbles of the Foam), Сущность сумерек (Essence of the Dusk), Пепел Бога (Ashes of a God) и другие.
До работы над «сказочной» серией произведений, Бэйн написал несколько работ на политические темы, одна из них: «Антихрист: краткое исследование духа времени» (Antichrist: A Short Examination of the Spirit of the Age).